# الحزب الجمهوري المستقل
الحزب الجمهوري المستقل Independent Republican Party، هو حزب لبناني ذو توجه اجتماعي ويتبنى الوطنية الاجتماعية. كما أن جميع أعضائه ومؤيديه ينتمون إلى الطائفة الدرزية. تأسس الحزب في 19 تموز 2006.

## مبادئ الحزب
- المبدأ الأول:

نحن سياسيا مع دولة فيدرالية، فاللبنانيين مواطنيين ولكنهم شعوب دينية فاما ان نضع حلول سلمية وسليمة للواقع أو البقاء على الحالة الحالية وما تجر البلد له، كما اننا مع تصريف أعمال المواطنيين في اماكن سكانهم ولهذا فنحن مع اللامركزية الادارية والاقتصادية، فاللامركزية الاقتصادية هي السبيل نحو التنمية المتوازنة.
- المبدأ الثاني:

نحن اقتصاديا مع القطاع الخاص العائلي وننهي عن اتباع النظام الراسمالي الربوي المسمى باقتصاد السوق كما ننهي عن اتباع نظام راسمالية الدولة الاشتراكية ومع اللغاء الضريبة على القيمة المضافة لانها موجهة ضد الفقراء ومتوسطي الحال ومع زيادة الرسوم الجمركية، مع اللغاء الضريبة المباشرة على العامل واصحاب العمل.
- المبدأ الثالث:

الحزب يعتبر الكيان العبري خطر داهم ودائم ويرى ان هذا الكيان تهديد دائم ومحاربة العدو العبري هو واجبنا تجاه احفادنا وهي حرب وجود لا حرب حدود مع هذا العدو التاريخي.
- المبدأ الرابع:

لا سلاح شرعي الا سلاح الدولة اللبنانية الممثل بالجيش الوطني الذي عليه إجماع من جميع مكونات الشعب اللبناني ونحن مع ثلاثي الدولة الممثلة بالحكومة التوافقية والشعب والجيش، بالنسبة للمقاومة نحن ضد مقاومة من مكون واحد بل من كل مكونات الشعب اللبناني بمعنى مقاومة شعبية وطنية.
نحن نرى ان لا حامي للشعب والحدود الا الجيش الوطني ام أي سلاح اخر فهو سلاح خارج عن الشرعية الوطنية، بجانب ان المقاومة لا تكون الا مقاومة شعبية وطنية تضم كل مكونات الشعب وليس مكون واحد فئوي.
- المبدأ الخامس:

محاربة الجمعيات السرية الهدامة كالماسونية التي هي المسبب في الفساد الوظيفي والحكومي والقضائي.
- المبدأ السادس:

تحصين المجتمع من الاعلام السلبي الذي يضر بسلامة المجتمع أطفال شباب واسرة الممول من الراسمالية الربوية.
- المبدأ السابع:

توجيه الشباب نحو الرياضة والثقافة عبر نشر الملاعب والمكتبات والنشاطات الابداعية والانتاجية ونشر ثقافة اللقاءات الاجتماعية.
- المبدأ الثامن:

مساعدة الشباب والشابات اقتصاديا وحثهم على الزواج المبكر الطبيعي عبر مساعدات لشراء المنازل والزواج وتأمين الطفولة والمساعدات الاسرية Parental Benifits .
- المبدأ التاسع:

نحن لا نحبذ المستفيات الحكومية بل نشجع المستشفيات الخاصة وعلى الدولة ان تقوم بتأمين المواطنيين عبر واجب تسديد مستحقات الخدمة الاستشفائية وبهذا يعطى الحق للمواطن الحصول على خدمة الطبابة واحقية اختيار المستشفى المناسب وجودة الخدمة لا اجباره على القبول بخدمة القطاع الحكومي السيء، كما ان هذا يوفر على الدولة الهدر الواقع من إدارة المستشفيات الحكومية التي هي فالج لا تعالج.
- المبدأ العاشر:

يتوجب على الدولة وهي صاحبة السياسة المالية حين تخفق في تحقيق سياسة تأمين فرص عمل للشباب ان تقدم لهم قروض صغيرة بدون فائدة لايجاد فرصة عمل ذاتي Self Employment .
- المبدأ الحادي عشر:

نحن لا نحبذ ولا نشجع التعليم الحكومة نحن مع مدارس خاصة يترك لاهل حق اختيارها حسب الكفاءة والجودة في التعليم على ان تقوم الدولة بدفع ثمانون بالمئة من مستحقات هذه المدارس على ان يقوم الاهل باستيفاء العشرون بالمئة وهذا حتى لا يفقد الاهل المسؤولية الملقاة عليهم من مساعدة التلاميذ وتحفيذهم على متابعة دروسهم والقيام بواجبتهم المدرسية وبهذا نوفر على المجتمع الدولة الاموال المهدورة عبر القطاع الحكومي فالج لا تعالج.
نحن مع مدارس تعتمد التعليم التجريبي لا التلقيني.
مع اللغاء القسم الادبي والاستعاضة عنه بالتعليم التقني والمهني العملي عبر نشر المعاهد التقنية المهنية Technical Institute .
مع التعليم الهندسي المعتمد من بعض الدولة المزدهرة اقتصاديا مهندس تطبيقي ثلاث سنوات بدل الخمسة سنوات Polytechnic University .
ومع جامعة التعليم العالي العلمي والتقني University of Science and Technology .
- المبدأ الثاني عشر:

نحن مع تقديم قروض استثماربة بدون فوائد للشباب لمشاريع صناعية مشاريع صغيرة ومتوسطة ومشاريع كبيرة Consern لزيادة الإنتاج المحلي للحد من الاستيراد والتحفيذ إلى التصدير.

## وصلات خارجية
- الموقع الرسمي